# ミレニアム開発目標

ミレニアム開発目標は国連主導のイニシアティブ活動である。

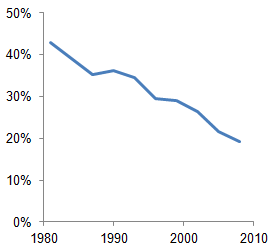
世界における極度の貧困人口（世界銀行,1981–2008）

ミレニアム開発目標（ミレニアムかいはつもくひょう、英語: Millennium Development Goals〈ミレニアム・ディベロップメント・ゴールズ〉、略称: MDGs〈エムディージーズ〉）は、8つのゴール、21のターゲット項目からなる2015年までの国際的な開発目標。
2000年9月にニューヨークで開催された国連ミレニアム・サミットにて採択された国連ミレニアム宣言と、1990年代に開催された主要な国際会議やサミットで採択された国際開発目標を統合し、一つの共通の枠組みとして2001年にまとめられ、2015年までに達成すべきとされていた世界的目標である。193の全国連加盟国と23の国際機関が、同年までにこれらの目標を達成することに合意した。
この目標は2030年に向けた国連の新たな開発目標である「持続可能な開発目標」(Sustainable Development Goals: SDGs) に継承された。

## 目標

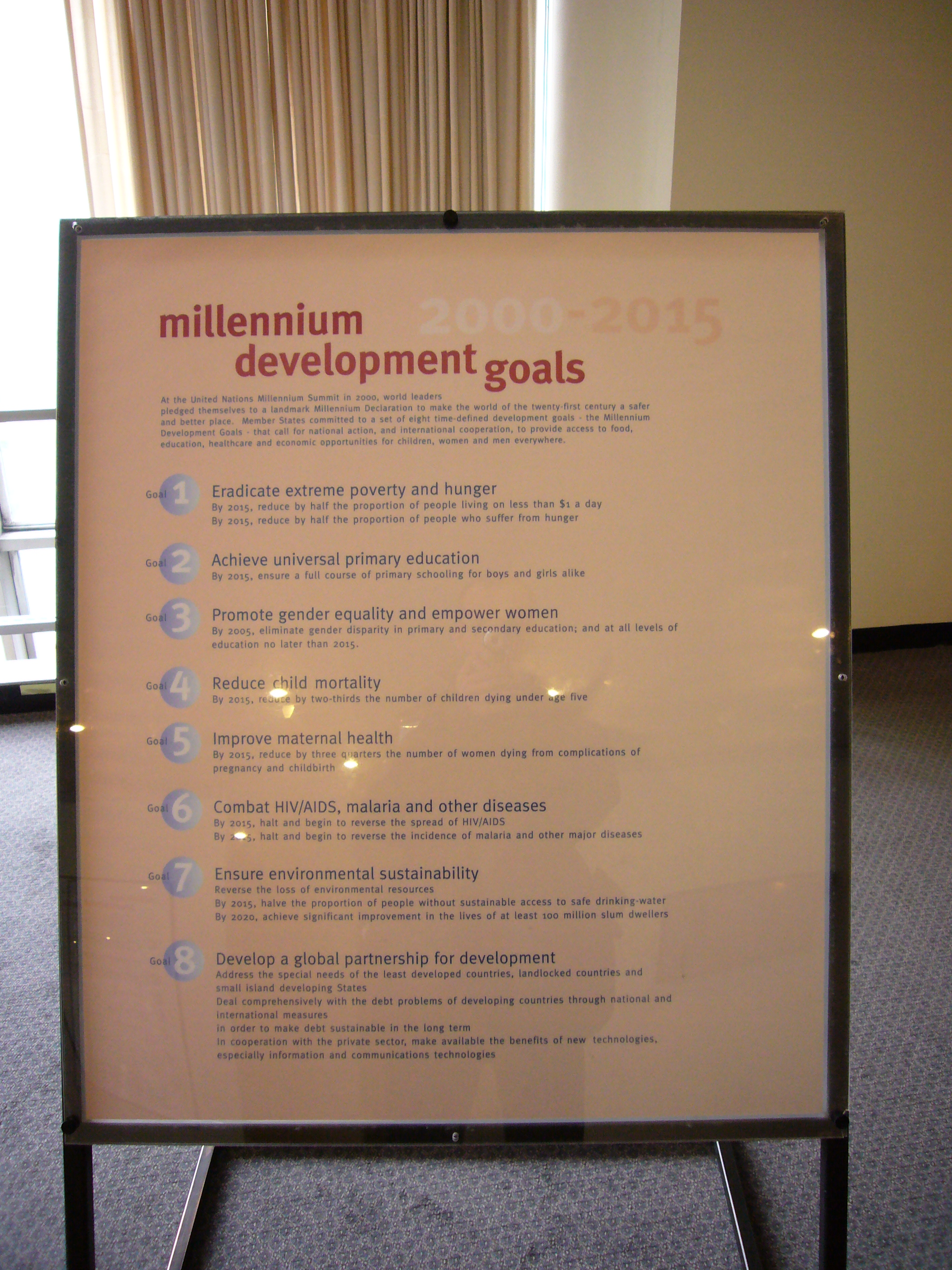
ニューヨーク国連本部に掲げられたポスター

MDGsは、2015年までに達成すべき目標として8つのゴールと21のターゲット項目を掲げていた。

### 1. 極度の貧困と飢餓の撲滅
- ターゲット1A：2015年までに1日1ドル未満で生活する人口比率を半減させる。
- ターゲット1B：女性・若者を含めた適切な雇用の確保
- ターゲット1C：2015年までに飢餓に苦しむ人口の割合を半減させる。

### 2. 普遍的初等教育の達成
- ターゲット2A：2015年までに、全ての子どもが男女の区別なく初等教育の全課程を修了できるようにする。

### 3. ジェンダーの平等の推進と女性の地位向上
- ターゲット3A：初等・中等教育における男女格差の解消を2005年までには達成し、2015年までに全ての教育レベルにおける男女格差を解消する。

### 4. 幼児死亡率の削減
- ターゲット4A：2015年までに5歳未満児の死亡率（乳幼児死亡率）を3分の2減少させる。

### 5. 妊産婦の健康の改善
- ターゲット5A：2015年までに妊産婦死亡率を4分の3減少させる。
- ターゲット5B：2015年までにリプロダクティブ・ヘルス（性と生殖に関する健康）の完全普及を達成する。

### 6. HIV／エイズ、マラリアその他疾病の蔓延防止
- ターゲット6A：HIV／エイズの蔓延を2015年までに阻止し、その後減少させる。
- ターゲット6B：2010年までに、HIV／エイズ治療薬への普遍的アクセスを達成する。
- ターゲット6C：マラリア及びその他の主要な疾病の発生を2015年までに阻止し、その後発生率を下げる。

### 7. 環境の持続可能性の確保
- ターゲット7A：持続可能な開発の原則を各国の政策や戦略に反映させ、環境資源の喪失を阻止し、回復を図る
- ターゲット7B︰2010年までに生物多様性の損失を確実に減少させ、その後も継続的に減少させる
- ターゲット7C：2015年までに、安全な飲料水と基礎的な衛生施設を継続的に利用できない人々の割合を半減する。
- ターゲット7D：2020年までに最低1億人のスラム居住者の生活を大幅に改善する。

### 8. 開発のためのグローバル・パートナーシップの推進
- ターゲット8A：開放的で、ルールに基づいた、予測可能でかつ差別のない貿易及び金融システムのさらなる構築を推進する。（グッド・ガバナンス《良い統治》、開発及び貧困削減に対する国内及び国際的な公約を含む。）
- ターゲット8B：最貧国の特別なニーズに取り組む。

1. 最貧国からの輸入品に対する無関税・無枠
2. 重債務貧困国に対する債務救済及び二国間債務の帳消しのための拡大プログラム
3. 貧困削減に取り組む諸国に対するより寛大なODAの提供

- ターゲット8C：内陸国及び小島嶼開発途上国の特別なニーズに取り組む。（バルバドス・プログラム及び第22国連総会の規定に基づき）
- ターゲット8D：国内及び国際的な措置を通じて、開発途上国の債務問題に包括的に取り組み、債務を長期的に持続可能なものとする。
- ターゲット8E：製薬会社と協力し、開発途上国において、人々が安価で必須医薬品を入手・利用できるようにする。
- ターゲット8F：民間セクターと協力し、特に情報・通信分野の新技術による利益が得られるようにする。

## 達成状況
結果は、以下の通りである。

### １.極度の貧困と飢餓の撲滅
- 貧困に関するターゲット（極度の貧困人口の割合を1990年比で半減）は2010年に達成。 2015年には1/3に減少。2015年時点で1.25ドル未満で暮らす人々の割合は世界全体で36%→12%,開発途上地域では47%→14%
- サブサハラアフリカ人口の41%は依然極度の貧困層。
- 開発途上地域における栄養不良人口の割合はほぼ半減 1990-92年：23.3％→2014-16年：12.9％ ※ただし,今なお約8億人が栄養不良状態。更なる努力が必要。

### 2.初等教育の完全普及の達成
- 就学率及び若年層の識字率は向上するも， 全ての児童の初等教育修了は実現せず。開発途上地域の純就学率は2000年時と比べ2015年時には83%→91%に上昇した。サブサハラアフリカ地域での伸びがもっとも大きく52%→80%に上昇した。世界の15-24歳男女の識字率は83%→91%に上昇した。

### 3.ジェンダーの平等の推進と女性の地位向上
- 開発途上地域全てで全ての教育レベルにおいて教育格差を解消した。
- 1995年から2015年の間に174カ国のほぼ90% の女性が政治に参加する基盤を得た。世界の女性議員比率は倍増。

### 4. 幼児死亡率の削減
- 世界の5歳未満児死亡率は53%減少するも，ターゲット（1990年比で1/3まで削減）達成までは至らなかった。1990年の世界全体の子供の死亡数は1270万人であったが2015年には600万人に減少した。
- はしかの予防接種は2000年から2013年の間で1560万人の死亡を防いだ。

### 5. 妊産婦の健康の改善
- 妊婦死亡率は45%減少したが1990年比の4分の3にはならず達成はならなかった。また妊婦死亡率の減少は2000年以降大きく減少し、出産10万人あたりの死亡者数は1990年は380人、2000年は330人、2015年は210人であった。
- 開発途上地域の妊婦で望ましい妊産婦検診を受けていたのは2014年で52%、十分なリプロダクティブ・ヘルスは達成されていない。
- 出産の71%が医療従事者の立ち会いの下で行われ1990年の59%から上昇した。

### 6. HIV／エイズ、マラリアその他疾病の蔓延防止
- HIVの新たな感染は2000年から2013年の間で約40%減少、感染者数も約350万人から210万人に減少し達成。
- HIVの治療を受けられた人数が2003年の80万人から2014年の1360万人に拡大した。
- マラリアの死亡者数は3分の1に減少。

### 7. 環境の持続可能性の確保
- オゾン層破壊物質は1990年以降除去・消滅されており98%が除去された。21世紀半ばまでに回復すると見込まれている。環境の持続可能性については、進展があるものの、CO2排出増大、森林や水産資源の減少等といった課題も残った。
- 1990年以降陸上及び海洋の保護対象地域が大幅に拡大した。
- 安全な飲料水にアクセスできない人の割合は1990年の24%から2015の9%へと半減する目標は達成。衛生施設が利用できない人は1990年で46%、2015年では32%で半減させる目標は達成できず。
- 1億人のスラム居住者の生活改善を達成、スラム居住者の割合も1990年39%から2015年30%に改善、スラム居住者の数は7.9億人から8.8億人に拡大。

### 8. 開発のためのグローバル・パートナーシップの推進
- 先進国の開発援助は1990年の810億ドルから2014年の1352億ドルに増加
- 2014年には先進国の開発途上国からの輸入の79%に非課税輸入が認められ2000年の65%から上昇した。
- 開発途上国の輸出収入に対する対外債務返済額の比率は、2000年の12%から2013年の3%まで低下した。
- インターネット普及率は2000年時点で6%だったが2015年には43%に増加、携帯電話契約数が過去15年でほぼ10倍増加、2000年時点で7億3800万であったが2015年には70億になった。2015年には世界人口の95%が携帯電話による通話可能領域にいる。

### 日本語
- 外務省: ミレニアム開発目標（Millennium Development Goals：MDGs）
- ミレニアム開発目標（MDGs） | UNDP Tokyo
- 国連 ミレニアム開発目標 - 国連広報センター
  - ミレニアム開発目標報告 2014 (2013, 2008, 2005)

### 英語 (国連)
- United Nations Millennium Development Goals
- UN Millennium Project
- UN Stats Division - MDGs
  - MDG Report 2008 (2007, 2006, 2005)
  - MDG Report Statistical Annex 2007 (2006)
  - MDG Progress Chart 2008 (2007, 2006, 2005)

### 英語 (その他)
- "Are We Making Poverty History?" - OneWorld.net's Perspectives Magazine, August/September 2005
- Millennium Campaign: Voices Against Poverty
- Millennium Development Goals Indicators: MDG Dashboard (downloadable database)
- www.developmentgoals.org
- www.first8.org
- The Millennium Initiative
- Worldbank About the Goals
- Development Gateway Special Report: Aid Harmonization:What Will It Take to Meet the MDGs?
- Development Gateway Capacity Development for MDGs Topic Page
- The Borgen Project
- Mining and visualizing poverty data
- International Food Policy Research Institute, Annual Report Essay:Agriculture, food security, nutrition and the Millennium Development Goals
- No more Broken Promises? - A plain language guide to the MDGs
- MDGs issues for students and young people at Generation Why from Oxfam
- Environment and Poverty Times - MDGs and Environment edition
- Governance Focus issues in governance worldwide, in English & Español
- The UN's Millennium Development Goals - Aspirations and Obligations a somewhat skeptical view from economist.com
- Rock Ed Philippines - No more excuses, Philippines! Socio-Civic Education Through Philippine Rock Culture
- IPS Inter Press Service Independent news on the MDGs